# Cynthia Olavarri
Cynthia Olavarri (Pleasant Hill, 23 de marzo de 1955) es una deportista estadounidense que compitió en ciclismo en la modalidad de pista. Ganó una medalla de plata en el Campeonato Mundial de Ciclismo en Pista de 1983, en la prueba de persecución individual.

## Medallero internacional
| Campeonato Mundial | Campeonato Mundial | Campeonato Mundial | Campeonato Mundial     |
| Año                | Lugar              | Medalla            | Competición            |
| ------------------ | ------------------ | ------------------ | ---------------------- |
| 1983               | Zúrich (Suiza)     | Medalla de plata   | Persecución individual |